# توم هيدليستون
توماس وليام «توم» هيدليستون (بالإنجليزية: Tom Hiddleston)‏ (من مواليد 9 فبراير 1981) ممثل إنجليزي، اشتهر بدوره كـ«لوكي» في أفلام استديوهات مارفل: ثور(2011)، المنتقمون (2012) وثور: العالم المظلم (2013). لقد ظهر أيضا في فيلم حصان الحرب (2011)، البحر الأزرق العميق (2011)، منتصف الليل في باريس (2011)، سلسلتي البي بي سي هنري الرابع، هنري الخامس، وأيضا فيلم العشاق فقط يبقون أحياء. أما في المسرح فقد شارك في مسرحية سيمبلين (2007)، إيفانوف (2008) وكرليوناس (2013) وفيلم ثور:-راجنا روك.

## النشأة والتعليم
ولد هيدليستون بوستمنستر بلندن، أمه ديانا باتريسيا هيدليستون، مسؤولة فنون ومديرة مسرح سابقة، ووالده جايمس نورمان هيدليستون هو كيميائي طبيعي. ترعرع توم في ويمبلدون خلال سنوات حياته الأولى ثم في أوكسفورد، وقصد مدرسة التنين التحضيرية وفي الثالثة عشر من عمره قصد كلية إيتون، خلال هذا الوقت تطلق والداه وقد قال هيدليستون:«اعتقد انني بدأت التمثيل لأنني وجدت أن كوني بعيدا في المدرسة في حين أن والداي يطلقان محزنا جدا»
أكمل هيدليستون دراسته في كلية بيمبروك في جامعة كامبريدج أين تحصل على شهادة في الأدب الكلاسيكي. درس بعد ذلك التمثيل في الأكاديمية الملكية للفنون المسرحية وتخرج سنة 2005.

## الأعمال

### الأفلام
| السنة | العنوان                         | الدور                  | ملاحظات                        |
| ----- | ------------------------------- | ---------------------- | ------------------------------ |
| 2001  | حياة ومغامرات نيكولاس نيكلباي   | لور                    | فيلم تلفزيوني                  |
| 2001  | مؤامرة                          | عامل هاتف              | فيلم تلفزيوني                  |
| 2002  | العاصفة الجامعة                 | راندولف تشرتشل         | فيلم تلفزيوني                  |
| 2005  | مضيعة للعار                     | جون هال                | فيلم تلفزيوني                  |
| 2006  | غير مرتبط                       | أوكلي                  |                                |
| 2008  | تندم الآنسة أوستن               | السيد جون بلامبتر      | فيلم تلفزيوني                  |
| 2010  | أرخبيل                          | إدوارد                 |                                |
| 2011  | ثور                             | لوكي                   |                                |
| 2011  | منتصف الليل في باريس            | فرنسيس سكوت فيتزجيرالد |                                |
| 2011  | حصان حرب                        | النقيب نيكولس          |                                |
| 2011  | طلب صديق قيد الإنتظار           | توم                    | فيلم قصير                      |
| 2012  | البحر الأزرق العميق             | فريدي بايج             |                                |
| 2012  | نفذ الوقت                       | رجل                    | فيلم قصير                      |
| 2012  | المنتقمون                       | لوكي                   |                                |
| 2012  | خارج الظلمة                     | رجل                    | فيلم قصير                      |
| 2012  | هنري الرابع الجزء الأول والثاني | الأمير هال             | فيلم تلفزيوني لقناة البي بي سي |
| 2012  | هنري الخامس                     | هنري الخامس            | فيلم تلفزيوني لقناة البي بي سي |
| 2013  | العشاق فقط يبقون أحياء          | آدم                    |                                |
| 2013  | معرض                            | جايمي ماكميلن          |                                |
| 2013  | ثور: العالم المظلم              | لوكي                   |                                |
| 2014  | الدمى الأكثر طلبا               | اسكايبو العظيم         |                                |
| 2014  | القرصان الجني                   | جايمس هوك              | أداء صوتي كارتون               |
| 2014  | وحدة                            | الراوي                 | وثائقي                         |
| 2015  | قمة قرمزية                      | السيد توماس شارب       | رعب رومانسي                    |
| 2017  | كونغ :جزيرة الجمجمة             | الكابتن جيمس كونراد    | خيال تاملي فنتازيا حركه        |
| 2018  | إيرلي مان                       | لورد نوث               | أداء صوتي كارتون               |
| 2018  | المنتقمون: الحرب اللانهائية     | لوكي                   |                                |
| 2019  | المنتقمون: نهاية اللعبة         | لوكي                   |                                |

### المسلسلات
| السنة | العنوان               | الدور                | ملاحظات                   |
| ----- | --------------------- | -------------------- | ------------------------- |
| 2001  | المدرع                | توبي شيريفموير       | حلقة مجهولة               |
| 2006  | أبطال فكتوريا كروس    | النقيب جاك راندل     | حلقة: العصر الحديث        |
| 2006  | صرخة في الضواحي       | بيل هازلدين          | 10 حلقات                  |
| 2006  | غالاباغوس             | شارلز داروين (صوت)   | حلقة: جزر غيرت العالم     |
| 2007  | مصاب                  | كريس فون             | حلقة: الطابق القاتل       |
| 2008  | والاندر               | ماغنس مارتينسون      | 6 حلقات                   |
| 2009  | عودة إلى كرانفورد     | ويليام باكستون       | حلقتان                    |
| 2009  | مذكلاات داروين السرية | شارلز داروين (صوت)   | وثائقي                    |
| 2012  | الدجاجة الآلية        | راوي لوراكس (صوت)    | حلقة: مذبوح في بوربانك    |
| 2013  | فاميلي غاي            | غريفين التمثال (صوت) | حلقة: لا نادي ريفي للكبار |
| 2021  | لوكي                  | لوكي                 | دور أساسي                 |

### المسرح
| السنة | العنوان             | الدور                    | المسرح                              |
| ----- | ------------------- | ------------------------ | ----------------------------------- |
| 2005  | يورجين أوكسو: الرجل | يورجين أوكسو             | مسرح503                             |
| 2006  | الاستبدال           | ألسيميرو                 | شيك بأي جول/ باربيكان/ جولة أوروبية |
| 2007  | سيمبلين             | بوستوموي ليونايتس وكولتن | شيك بأي جول/ باربيكان/ جولة أوروبية |
| 2008  | عطيل                | كاسيو                    | مستودع دونمار                       |
| 2008  | إنانوف              | فوف                      | مستودع دونمار                       |
| 2010  | مونولوغات الأطفال   | برودنس                   | مسرح أولد فيك                       |
| 2012  | مملكة الأرض         | لوت                      | مسرح كرايتيريان                     |
| 2013  | كريولانس            | كوريولانوس               | مستودع دونمار/ دار الأوبرا الملكية  |

### ألعاب الفيديو
| السنة | العنوان        | الدور      |
| ----- | -------------- | ---------- |
| 2011  | ثور: إله الرعد | لوكي (صوت) |

### الراديو
| السنة | العنوان                       | الدور           | المخرج         | ملاحظات                |
| ----- | ----------------------------- | --------------- | -------------- | ---------------------- |
| 2002  | اللواء الغاضب                 | جون باركر       | بيتر كافانا    | راديو بي بي سي 4       |
| 2006  | دراكولا                       | جوناثن هاركر    | ماريون نانكارو | خدمة بي بي سي العالمية |
| 2006  | بلد آخر                       | تومي جاد        | مارك بيبي      | راديو بي بي سي 4       |
| 2007  | القيصر 3: إمبراطورية بلا حدود | رومولوس         | جيريمي مورتيمر | راديو بي بي سي 4       |
| 2008  | عطيل                          | كاسيو           | مايكل غراندج   | راديو بي بي سي 3       |
| 2008  | الفهد                         | ترانكريدي       | لوسي بايلي     | راديو بي بي سي 3       |
| 2008  | سيرانو دي برجراك              | كريستيان        | ديفيد تيمسون   | راديو بي بي سي 3       |
| 2009  | مهرجان                        | اسياد سوء الحكم | زهيد وارلي     | راديو بي بي سي 3       |

## روابط خارجية
- توم هيدليستون على موقع IMDb (الإنجليزية)
- توم هيدليستون على موقع ميتاكريتيك (الإنجليزية)
- توم هيدليستون على موقع الموسوعة البريطانية (الإنجليزية)
- توم هيدليستون على موقع روتن توميتوز (الإنجليزية)
- توم هيدليستون على موقع مونزينجر (الألمانية)
- توم هيدليستون على موقع قاعدة بيانات الأفلام العربية
- توم هيدليستون على موقع ألو سيني (الفرنسية)
- توم هيدليستون على موقع ميوزك برينز (الإنجليزية)
- توم هيدليستون على موقع تيرنر كلاسيك موفيز (الإنجليزية)
- توم هيدليستون على موقع أول موفي (الإنجليزية)